# Lophius
Lophius is een geslacht van straalvinnige vissen uit de familie van zeeduivels (lophiidae). Het geslacht is voor het eerst wetenschappelijk beschreven in 1758 door Linnaeus.

## Soorten
Het geslacht telt 8 soorten waarvan één uitgestorven:
- Lophius americanus (Valenciennes, 1837)
- Lophius budegassa (Spinola, 1807)
- Lophius gastrophysus (A. Miranda-Ribeiro, 1915)
- Lophius litulon (D. S. Jordan, 1902)
- Lophius piscatorius (Linnaeus, 1758)
- Lophius vaillanti (Regan, 1903)
- Lophius vomerinus (Valenciennes, 1837)
- †Lophius brachysomus (Agassiz, 1835)